# Camí de Sant Martí
El Camí de Sant Martí és una pista rural que discorre pel terme municipal de Conca de Dalt (a l'antic terme d'Aramunt), al Pallars Jussà.
Arrenca de les Eres d'Aramunt, del mateix lloc d'on arrenca el Camí de Tremp, i travessa cap a llevant tot el nucli de població. Arriba davant de Casa Toà, i gira en aquell indret cap al nord-est, alhora que comença a guanyar alçada amb algunes revolts. Passa entre les partides dels Mians (llevant) i de Solanes, i gira cap al nord-oest, per adreçar-se cap a Casa Valentí. Travessa el Camí de Toís i Travet, i torna a girar cap al nord, passant pel costat de llevant de Santadria. Passa pel costat de ponent de les Comes, on travessa el barranc dels Clops, i va a buscar el costat de ponent de Casa Montserrat, on enllaça amb el Camí d'Aramunt